# Astrodesmus hirsutipes
Astrodesmus hirsutipes är en mångfotingart som beskrevs av Karl Wilhelm Verhoeff 1941. Astrodesmus hirsutipes ingår i släktet Astrodesmus och familjen Gomphodesmidae. Inga underarter finns listade i Catalogue of Life.